# North Hollywood (stacja metra)
North Hollywood - końcowa podziemna stacja metra w Los Angeles na trasie linii B. Stacja znajduje się w dolinie San Fernando w North Hollywood przy Chandler Boulevard i Lankershim Boulevard. Przy stacji bieg zaczynają autobusy Metro Liner kursujące na trasie linii G.
Przy stacji jest także parking typu park and ride na 1001 miejsc postojowych.

## Godziny kursowania
Pociągi linii B metra kursują codziennie pomiędzy w przybliżeniu 4:30 a północą. Pociągi kursują co dziesięć minut w godzinach szczytu i po dwanaście minut poza szczytem komunikacyjnym i w weekendy od około godziny 10 (z częstotliwością co 15 minut w sobotę i niedzielę rano). W nocy jeżdżą co dwadzieścia minut. 
Autobusy linii G BRT należącej do sieci Los Angeles Metro Busway przewożą pasażerów przez całą dobę. Autobusy kursują co osiem minut w godzinach szczytu w dni robocze i co dziesięć minut w dni powszednie oraz przez większą część dnia w weekendy. W nocy kursują co dwadzieścia minut przez cały tydzień.    

## Połączenia autobusowe
- Metro Local: 90, 94, 152, 154, 155, 162, 224, 237, 501 (NoHo-Pasadena Express), Metro Micro North Hollywood/Burbank
- Burbank Bus:  NoHo-Airport (Orange Route) do portu lotniczego Hollywood Burbank
- City of Santa Clarita Transit: 757
- Greyhound
- LADOT Commuter Express: 549
- LADOT DASH: North Hollywood

## Galeria zdjęć

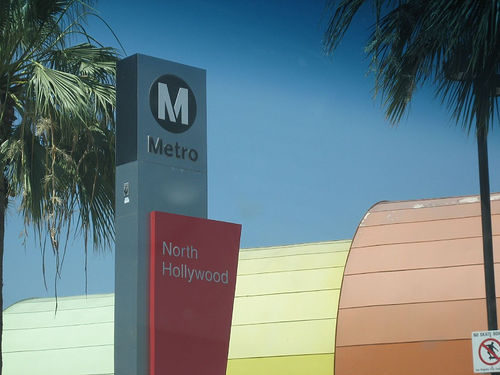
Znak stacji metra North Hollywood (2005)
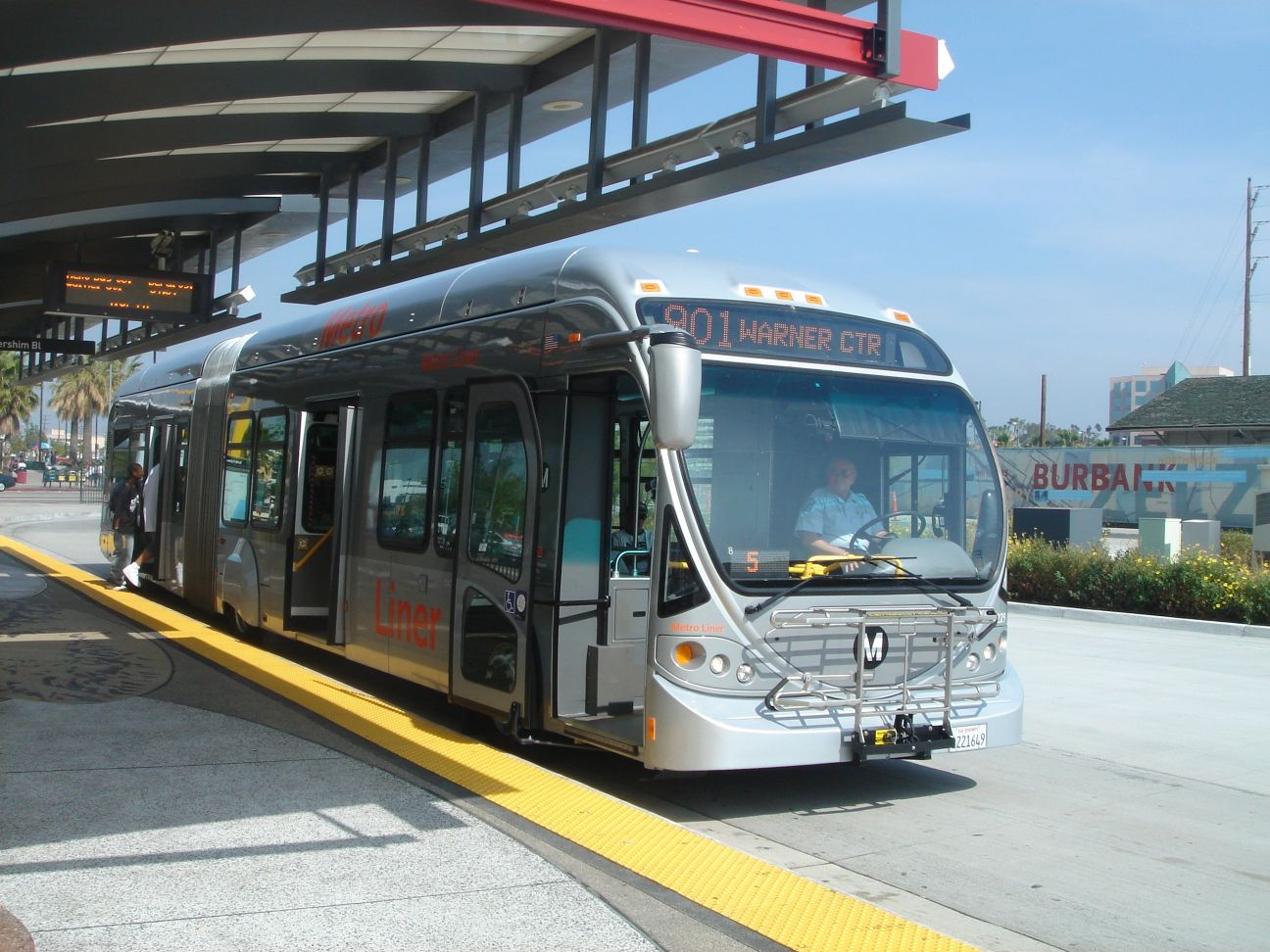
Autobus ówczesnej linii pomarańczowej czyli obecnej linii G na przystanku North Hollywood (2006)
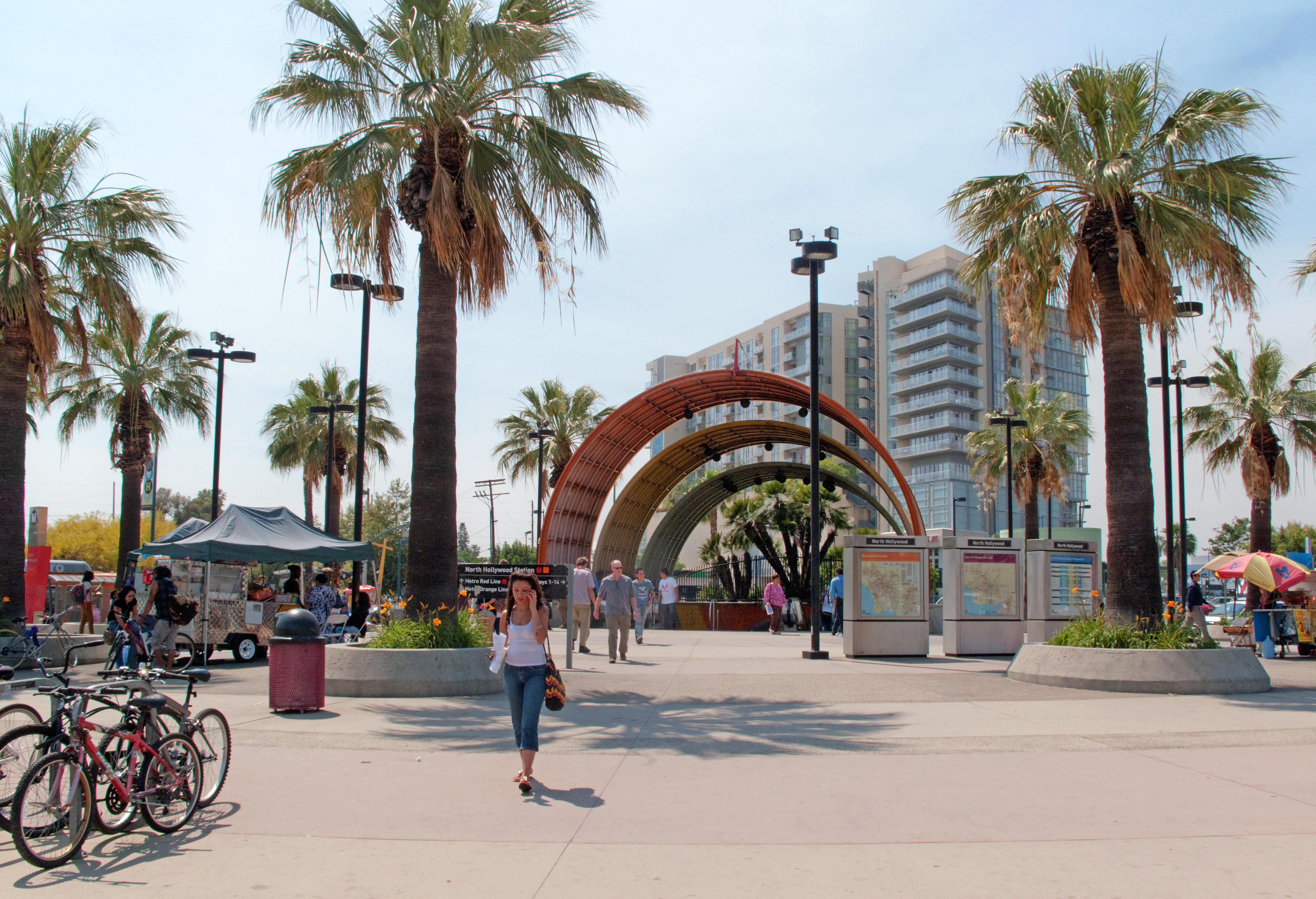
Wejście na stację metra North Hollywood (2013)